# Церква Вознесіння Господнього (Королівка)
Церква Вознесіння Господнього в Королівці — парафія і храм греко-католицької громади Товстенського деканату Бучацької єпархії Української греко-католицької церкви в селі Королівка Чортківського району Тернопільської области.

## Історія церкви
Парафія в селі Королівка була утворена у 1994 році. У тому ж році розпочалося будівництво церкви, наріжний камінь якої освятив о. Степан Війтишин на свято Вознесіння Господнього.
Керівником будівництва був старший брат Іван Смоляк. Священник, усі жителі села, а також меценати та парафіяни з сусідніх сіл активно долучилися до зведення храму. Будівництво завершилося у 1996 році.
Освячення збудованої церкви відбулося 12 липня 1997 року.

## Парохи
- о. Степан Війтишин (1994—2001),
- о. Петро Стефанишин (з 2001).